# Selección de balonmano de Eslovenia
La Selección de balonmano de Eslovenia es el equipo formado por jugadores de nacionalidad eslovena que representa a la Federación Eslovena de Balonmano en las competiciones internacionales organizadas por la Federación Internacional de Balonmano (IHF) o el Comité Olímpico Internacional (COI). Su mayor éxito hasta la fecha es el subcampeonato europeo alcanzado en el año 2004.

## Palmarés
| Competición        | Medalla de oro | Medalla de plata | Medalla de bronce |
| ------------------ | -------------- | ---------------- | ----------------- |
| Juegos Olímpicos   |                |                  |                   |
| Campeonato Mundial |                |                  | 2017              |
| Campeonato Europeo |                | 2004             |                   |

### Juegos Olímpicos
| - 1992 - No participó - 1996 - No participó - 2000 - 8.ª plaza | - 2004 - 11.ª plaza - 2008 - No participó - 2012 - No participó | - 2016 - 6.ª plaza - 2020 - No participó |

### Campeonatos del Mundo
| - 1993 - No participó - 1995 - 18.ª plaza - 1997 - No participó - 1999 - No participó - 2001 - 17.ª plaza - 2003 - 11.ª plaza | - 2005 - 12.ª plaza - 2007 - 10.ª plaza - 2009 - No participó - 2011 - No participó - 2013 - 4.ª plaza - 2015 - 8.ª plaza | - 2017 - 3.ª plaza - 2019 - No participó - 2021 - 9.ª plaza - 2023 - 10.ª plaza |

### Campeonatos de Europa
| - 1994 - 10.ª plaza - 1996 - 11.ª plaza - 1998 - No participó - 2000 - 5.ª plaza - 2002 - 12.ª plaza - 2004 - Subcampeona | - 2006 - 8.ª plaza - 2008 - 10.ª plaza - 2010 - 11.ª plaza - 2012 - 6.ª plaza - 2014 - No participó - 2016 - 14.ª plaza | - 2018 - 8.ª plaza - 2020 - 4.ª plaza - 2022 - 16.ª plaza - 2024 - 6.ª plaza |

### Última convocatoria
Convocatoria del seleccionador nacional Uroš Zorman para el Campeonato Europeo de Balonmano Masculino de 2024:
| Dorsal | Posición          | Nombre                | Edad | Altura (m) | Peso (kg) | Partidos | Goles | Club                   |
| ------ | ----------------- | --------------------- | ---- | ---------- | --------- | -------- | ----- | ---------------------- |
| 3      | Pivote            | Blaž Blagotinšek      | 29   | 2.03       | 117       | 124      | 222   | SG Flensburg-Handewitt |
| 6      | Extremo derecho   | Gašper Marguč         | 33   | 1.80       | 84        | 126      | 439   | MKB Veszprém           |
| 11     | Lateral derecho   | Jure Dolenec          | 35   | 1.91       | 92        | 183      | 662   | Limoges Hand 87        |
| 16     | Portero           | Miljan Vujović        | 23   | 1.98       | 105       | 9        | 0     | TVB 1898 Stuttgart     |
| 17     | Lateral derecho   | Nejc Cehte            | 31   | 1.96       | 100       | 59       | 99    | Eurofarm Pelister      |
| 19     | Extremo izquierdo | Staš Jovicic Slatinek | 23   | 1.88       | 87        | 12       | 40    | RK Trimo Trebnje       |
| 20     | Extremo izquierdo | Tilen Kodrin          | 29   | 1.92       | 80        | 75       | 128   | VfL Gummersbach        |
| 23     | Central           | Miha Zarabec          | 32   | 1.78       | 80        | 93       | 197   | Orlen Wisła Płock      |
| 26     | Portero           | Klemen Ferlin         | 34   | 1.92       | 95        | 61       | 1     | HC Erlangen            |
| 27     | Pivote            | Kristjan Horžen       | 24   | 1.92       | 98        | 32       | 36    | VfL Gummersbach        |
| 31     | Extremo izquierdo | Tadej Mazej           | 25   | 1.90       | 90        | 26       | 18    | RK Celje               |
| 44     | Central           | Dean Bombač           | 34   | 1.90       | 93        | 116      | 239   | SC Pick Szeged         |
| 51     | Lateral izquierdo | Borut Mačkovšek       | 31   | 2.03       | 100       | 133      | 337   | SC Pick Szeged         |
| 58     | Lateral izquierdo | Peter Sisko           | 22   | 1.92       | 94        | 0        | 0     | RK Velenje             |
| 77     | Extremo derecho   | Domen Novak           | 25   | 1.81       | 81        | 24       | 63    | HSG Wetzlar            |
| 88     | Central           | Aleks Vlah            | 26   | 1.91       | 95        | 32       | 90    | Aalborg HB             |
| 90     | Portero           | Urban Lesjak          | 33   | 1.88       | 101       | 74       | 0     | Eurofarm Pelister      |
| 92     | Pivote            | Jernej Drobež         | 24   | 1.95       | 113       | 8        | 7     | RK Velenje             |
| 95     | Pivote            | Matic Suholežnik      | 28   | 2.02       | 130       | 51       | 45    | RK Zagreb              |